# Chị dâu 19 tuổi
Chị dâu 19 tuổi (형수님은 열아홉) là một bộ phim truyền hình Hàn Quốc 2004 với sự tham gia của diễn viên Jung Da-bin, Yoon Kye-sang, Kim Jae-won và Kim Min-hee. Phim chiếu trên SBS từ 28 tháng 7 đến 23 tháng 9 năm 2004 vào mỗi thứ 4&5 lúc 21:55 gồm 16 tập

## Phân vai
- Jung Da-bin vai Han Yoo-min
- Yoon Kye-sang vai Kang Seung-jae
- Kim Jae-won vai Kang Min-jae
- Kim Min-hee vai Choi Soo-ji

Phân vai phụ
- Seo Ji-hye vai Kang Ye-rim
- Heo Jung-min vai Han Kang-pyo,
- Lee Hye-sook vai Song Kyung-hwa, mẹ của Soo-ji
- Park Won-sook vai Im Cheong-ok, mẹ của Min-jae, Seung-jae và Ye-rim
- Lee Bo-hee vai Park Young-ran, ba của Yoo-min
- Hong Yo-seob vai Jung Joon-seok, ba của Yoo-min
- Yoon Joo-sang vai Jung Geon-woo, ông của Yoo-min
- Kim Seung-min vai Tae-woo, bạn của Min-jae